# Samuel von Winterfeld
Samuel von Winterfeld (* 11. November 1581; † 25. Juli 1643), Erbherr auf Kehrberg in der Prignitz, war Domherr, Staatsmann und Statthalter der Kurmark. Er war ein Spross aus dem märkischen Adelsgeschlecht Winterfeld und der Sohn des Reimar von Winterfeld (1520–1596), Erbherr der Herrschaft Dallmin, Kehrberg und Neustadt/Dosse; Kriegsoberster, mecklenburgischer Obermarschall und kurbrandenburgischer Rat und der Anna von Hacke aus dem Hause Berge.

## Leben
Nach seinen Studien in Frankfurt (Oder), Marburg und Tübingen sowie nach seinen Kavaliersreisen durch Frankreich und Italien, stets begleitet von seinem sehr gebildeten Hofmeister, einem Doktor der Rechte, wurde Winterfeld von Kurfürst Joachim Friedrich von Brandenburg in den Staatsdienst berufen. 1613 wurde er zum Hof- und Kammergerichtsrat ernannt und war öfter für den Kurfürsten auf dem Gebiet der auswärtigen Politik tätig. 1614 – im Vorfeld des Dreißigjährigen Krieges – wurde Winterfeld mit dringender Bitte um Unterstützung zu König Jakob I. von England gesandt, ohne jedoch diese zu erhalten. Winterfeld vertrat den Kurfürsten 1615 in Prag, um dessen Belehnung mit den Reichslehen von Kaiser Matthias in Empfang zu nehmen. Im Winter 1619 nahm Winterfeld als brandenburgischer Vertreter an der Wahl Ferdinands II. zum römischen Kaiser teil.
1620 wurde Winterfeld als reformierter Glaubensgenosse in den „Geheimen Rath“ (= Minister) aufgenommen. Von da an gehörte Winterfeld zu jenen brandenburgischen reformierten Geheimen Räten, denen die schwere Aufgabe zukam, den Staat durch die furchtbaren Zeiten des Dreißigjährigen Krieges gegen die katholische kaiserliche Partei zu führen. Dabei stand Winterfeld mit an vorderster Front. Der Kurfürst war schwach, wankte oftmals in seinen Entscheidungen. Die reformierten Räte versuchten, den Kurfürsten auf der Seite der protestantischen Partei zu halten, nachdem die evangelische pfälzische Kurwürde dem katholischen Bayern zugesprochen wurde. In diesem Sinne protestierte der 1623 auf den Reichstag nach Regensburg gesandte Geheime Rat Winterfeld gegen die Ächtung der Pfalzgrafen und gegen die Übertragung der Kurwürde auf Bayern mit den Worten: „Wenn das geschehe, so wäre ein deutscher Reichsfürst übler daran, als jeder polnische Edelmann“.
In Folge trat Winterfeld mit voller Energie für die Errichtung jener Koalition protestantischer Staaten unter ausschließlicher Führung Gustav Adolfs ein, welche den Pfalzgrafen restituieren und dem bedrohten evangelischen Glauben Schutz gewähren sollte. Die Rivalität zwischen Christian IV. von Dänemark und dem schwedischen König vereitelte allerdings das Zustandekommen dieser Koalition. Der entscheidungsschwache brandenburgische Kurfürst suchte sein Heil in einer trügerischen und mit verderblichen Ränkespiele gespickten Neutralität zwischen den katholischen und evangelischen Kräften. Um diese Neutralität zu durchbrechen, hat sich nach eigener Aussage Winterfeld „ohne höhere Vollmacht und Autorität, lediglich als Privatperson“ zu König Gustav Adolf von Schweden begeben, ihn um Unterstützung gebeten und zur Landung an der deutschen Küste aufgefordert. Endgültig konnte nicht geklärt werden, inwieweit Winterfeld tatsächlich ohne Instruktionen des Kurfürsten handelte.
Der König von Dänemark wollte den Schweden allerdings nicht alleine agieren lassen. Gustav Adolf landete bald darauf in Preußen (= Ostpreußen), wo er seinen kurfürstlichen Schwager durch die Einnahme von Pillau bitter kränkte, während der König von Dänemark in der Schlacht bei Lutter am Barenberge am 25. November 1626 eine herbe Niederlage erlitt.
Der schon seit längerem beabsichtigte Übertritt des Kurfürsten Georg Wilhelms auf die Seite des katholischen Kaisers wurde nach diesen Vorgängen wohl zu einer zwingenden Notwendigkeit. Auf dieser Grundlage wird der große Staatsprozess gegen Winterfeld verständlich, den vor allem die katholische Partei – angeführt von Winterfelds Gegenspieler, dem kurbrandenburgischen Kanzler Graf Adam von Schwarzenberg – angestrengt hat. Die Anklage erstreckte sich auf 332 Artikel, über die sich der Angeschuldigte ohne Rechtsbeistand zu verantworten hatte. Winterfeld wurde hauptsächlich vorgeworfen, er habe 1626 an dem Einfall der dänischen Truppen in die Mark teilgenommen sowie die Besetzung von Pillau durch die Schweden mit Rat und Tat befördert. Schließlich aber wurde der Prozess fallen gelassen, nachdem ein aufgesetztes Gutachten die Welt überzeugte, dass der Einfall der Dänen in die Mark und der Schweden in Preußen ohne Einwilligung des Kurfürsten geschehen sei und folglich niedergeschlagen werden könne.
Winterfeld wurde auferlegt, sich wegen dieses Prozesses nicht zu rächen und nicht in fremde Dienste zu treten. Damit wurde er vorerst entlassen. Unter dem Schutz von König Christian von Dänemark hielt er sich in den nächsten Jahren hauptsächlich in Hamburg, aber auch als Dekan des Domstifts in Havelberg auf. Das ihm vom König von Dänemark angebotene Deutsche Kanzleramt lehnte Winterfeld ab.
Unter dem Nachfolger Georg Wilhelms, dem jungen Kurfürsten Friedrich Wilhelm (der spätere „Große Kurfürst“), wurde Winterfeld unter Protest des kaiserlichen Hofs in Wien 1641 erneut als Geheimer Rat und schließlich zum Direktor (= Ministerpräsident) des Kollegiums der Geheimen Staatsräte berufen. Auch die veränderte politische Richtung, welche Friedrich Wilhelm schon bei seinem Regierungsantritt einschlug, nach Außen und im Innern, ist wesentlich durch den Einfluss Winterfelds herbeigeführt worden.
Die katholische Partei mit Graf Adam von Schwarzenberg wurde daraufhin gestürzt und der zurückberufene Winterfeld verhandelte schließlich mit den Schweden einen Friedensvertrag aus. Zugleich übernahm Winterfeld die Funktion des Statthalters der Kurmark bis zu seinem Tode am 25. Juli 1643. Damals eine überaus schwere, verantwortungsvolle Aufgabe, wo mehrere feindliche Armeen das Land immer noch brandschatzten und die Schweden auf Erfüllung ihrer harten Waffenstillstandsbedingungen unerbittlich bestanden. Samuel von Winterfeld wurde im Dom zu Havelberg beigesetzt.